# Mihailo Mušikić
Mihailo Mušikić (in serbo Михаило Мушикић?; Kraljevo, 25 marzo 2002) è un cestista serbo.

## Carriera

### Nazionale
Con la nazionale under-19 serba ha partecipato ai Mondiali di categoria del 2021, conclusi al quarto posto finale..